# Staškov
Staškov je obec na Slovensku v okrese Čadca. K 31. prosinci 2016 měla 2 777 obyvatel.

## Geografie
Obcí protéká řeka Kysuca. Na jih od obce se nachází pohoří Javorníky a směrem na sever Turzovská vrchovina, přímo nad obcí se pak tyčí kopec Vysoká (798 m n. m.). Oblast je silně zalesněna.

## Historie
- 1640 první zmínka o Staškově v rámci sporů mezi budatínskym a strečnianským panstvím
- 1662 v urbáři strečnianského panství je v Staškově uvedeno 33 mužských jmen, počet žen a dětí neuveden
- 1712 24 selských hospodářství, Staškov patří znovu budatínskému panství (Esterházyové) a v urbáři je uvedeno 101 mužských jmen
- 1713 v souvislosti s procesem proti Jánošíkovi jsou zmíněni jacísi staškovští rodáci Vrábľo a Turiak-Huncaga, kteří patřili k jeho družině
- 1796 postaven dřevěný kostel a fara
- 1802 postavena dřevěná škola za farou s vyučovacím jazykem slovenským
- 1850 1 666 obyvatel
- 1872 postavena zděná škola s dvěma třídami a bytem pro učitele
- 1876 postaven nový kostel a fara, autorem maleb v kostele byl akademický malíř Jozef Škorvánek z Bytče
- 1913 stavba železnice Čadca – Makov
- 8. 6. 1917 do Staškova přijel první vlak
- 1919 Staškov má 306 domů a 1 398 obyvatel
- 1921 zřízena policejní stanice, Staškov má 306 domů a 1 504 obyvatel
- 1924 založen dobrovolný hasičský sbor
- 1930 Staškov má 336 domů a 1 641 obyvatel
- 2. 5. 1945 osvobození Staškova rudou armádou
- 1950 obec má 403 domů a 2 143 obyvatel
- 1958 založeno JZD se 180 členy
- 1972 první ročník fotbalového turnaje Jozefa Kronera (Kronerov pohár)
- 1987 po průtrži mračen nastala velká povodeň
- 1991 obec má 2 561 obyvatel, 728 domů

## Kulturní památky
V obci je římskokatolický kostel Navštívení Panny Marie z roku 1876. Před kostelem stojí sousoší Matky Terezy a Jana Pavla II.

## Rodáci

Rodný dům Jozefa Kronera

- Jozef Kroner (1924–1998), herec
- Ľudovít Kroner (1925–2000), herec
- Rastislav Michalík (* 1974), fotbalista